# 郭塔
郭塔，生卒年不詳，台灣大木作匠師，著名的事蹟是發生在大龍峒保安宮，和陳應彬對場作的時候，兩人相約中間要以「八仙大鬧東海」為主題；陳應彬以細膩的雕刻闡述這個主題，而郭塔在木雕刻工的時候則留下「鬧八仙」三字；末了保安宮廟方判定陳應彬勝出後，不甘心的郭塔則在虎邊的木雕裡面，留下多處帶有嘲諷意味的詞句：「假獅破真獅」、「國興街木匠郭塔作」、「真手藝無更改、好工手不補接」等字眼，在後代留下膾炙人口的拚場趣聞。
郭塔的廟宇作品：
- 大龍峒保安宮
- 朴子配天宮，再次與陳應彬對場作[7][8]
- 艋舺清水巖正殿[9]
- 淡水清水巖[10][11][12]